# Parc national Hingol
Le parc national Hingol est situé au Pakistan dans le district de Lasbela, au Baloutchistan (Pakistan).